# 維斯卡查尼山
16°43′52″S 68°32′59″W / 16.73111°S 68.54972°W
維斯卡查尼山（Wisk'achani），是玻利維亞的山峰，位於該國西部拉巴斯省的因加維省，處於希斯卡薩利亞拉山東北面、庫爾庫尼山東南面，屬於安第斯山脈的一部分，海拔高度4,585米。